# Governo Goebbels
Il Governo Goebbels, presieduto da Joseph Goebbels è stato in carica dal 30 aprile alla notte del 1º maggio 1945 per un totale di due giorni (1 giorno e 23 ore per la precisione): fu il più corto della storia della Germania.
Aveva sede nel bunker della Cancelleria a Berlino.

## Composizione

### Cancelliere del Reich
Joseph Goebbels (NSDAP)

### Ministri

#### Affari Esteri
Arthur Seyss-Inquart (NSDAP)

#### Alimentazione e Agricoltura
Herbert Backe (NSDAP)

#### Armamento e Munizioni
Karl Saur (NSDAP)

#### Economia
Walther Funk (NSDAP)

#### Finanze
Lutz Graf Schwerin von Krosigk (NSDAP)

#### Giustizia
Otto Georg Thierack (NSDAP)

#### Interni
Paul Giesler (NSDAP)

#### Istruzione Pubblica e Propaganda
Werner Naumann (NSDAP) dal 13 marzo 1933

#### Lavoro
Theodor Hupfauer (NSDAP)

#### Partito
Martin Bormann (NSDAP)

#### Scienza, Educazione e Cultura
Gustav Adolf Scheel (NSDAP)

#### Alto Comando dell'Esercito Tedesco
Ferdinand Schörner (NSDAP)

#### |Alto Comando della Marina Tedesca
Karl Dönitz (NSDAP)

#### Comandante Generale delle SS e Capo delle Forze di Polizia
Karl Hanke (NSDAP)

#### Comando supremo delle Forze Aeree
Robert Ritter von Greim (NSDAP)

#### Capo del Fronte tedesco del lavoro
Robert Ley (NSDAP)